# シチズンマシナリー
シチズンマシナリー株式会社は、長野県北佐久郡御代田町に本社を置く日本の工作機械メーカーである。

## 概要
小型 - 中型のCNC旋盤を製造、販売している。2011年4月にシチズンマシナリー株式会社（初代）と株式会社ミヤノが合併、シチズンマシナリーミヤノ株式会社となったのち、2015年4月に現在のシチズンマシナリー株式会社に商号を変更した。
シチズンマシナリー株式会社（初代）は、シチズン時計の工作機械部門より発展独立し1970年に小型NC自動盤“Cincom”を生みだした。
株式会社ミヤノは古くはやすりのメーカーであったが、自社における製造工程の自動化から派生した自動盤の製造、販売によって高度経済成長期に急成長した。

## 旧シチズンマシナリー（初代）略歴
- 1930年（昭和5年） - シチズン時計株式会社創立。
- 1936年（昭和11年） - シチズン時計　工作機械の生産を開始。
- 1961年（昭和36年） - シチズン時計　工作機械の外販を開始。
- 1970年（昭和45年） - NC自動盤「Cincom D16」を開発。
- 1982年（昭和57年） - 株式会社シチズン精機設立。
- 1985年（昭和60年） - MARUBENI CITIZEN-CINCOM INC.（MCC）（米国販売拠点）設立。
- 1986年（昭和61年） - CITIZEN MACHINERY EUROPE GmbH（CME）（欧州販売拠点）設立。
- 2002年（平成14年） - シチズン精機株式会社に商号変更　シチズン時計株式会社精機事業部と統合。
- 2004年（平成16年） - 西鉄城精机貿易（上海）有限公司（CITIZEN MACHINERY CHINA CO., LTD.）設立。（中国販売拠点）（CMC）
- 2005年（平成17年） - シチズンマシナリー株式会社（初代）に商号変更。
- 2005年（平成17年） - 西鉄城（中国）精密机械有限公司（CITIZEN CHINA PRECISION MACHINERY CO., LTD.）設立。（中国製造拠点）（CCM）
- 2006年（平成18年） - CITIZEN MACHINERY VIETNAM CO.,LTD.設立。（ベトナム製造拠点）（CMV）
- 2007年（平成19年） - シチズングループ産業用機械の事業統括会社化。シチズンメカトロニクス株式会社と統合。株式会社ミヤノとの資本・業務提携スタート。
- 2008年（平成20年） - CITIZEN MACHINERY UK Ltd. （欧州販売会社）設立。（CMUK）
- 2011年（平成23年）4月1日 - 株式会社ミヤノに吸収合併され解散。

## 旧ミヤノ略歴
- 1929年（昭和4年） - 宮野利盛が東京都江東区亀戸でやすり工場を創業。
- 1941年（昭和16年） - 長野県坂城町に移転。
- 1943年（昭和18年） - 宮野鑢製造株式会社設立。
- 1946年（昭和21年） - ライターヤスリの製造を開始。
- 1948年（昭和23年） - 国産初のカム式自動盤「AL-S25」を開発。
- 1952年（昭和27年） - 商号を株式会社宮野鉄工所に変更。
- 1959年（昭和34年） - 長野県上田市に上田工場を開設し、本社を移転。
- 1985年（昭和60年） - 商号を株式会社ミヤノに変更。
- 2004年（平成16年） - 産業再生機構が支援を開始。
- 2004年（平成16年） - 本社を長野県上田市住吉に移転。
- 2006年（平成18年） - 産業再生機構が全持株売却し支援終了。
- 2006年（平成18年） - 東証2部上場。
- 2007年（平成19年） - シチズン時計（現）と提携。関連会社となる。
- 2008年（平成20年） - 株式公開買付け（TOB）により、シチズンホールディングスの子会社となる。
- 2009年（平成21年） - 本社を福島県西白河郡矢吹町に移転。
- 2010年（平成22年）9月28日 - 上場廃止。
- 2010年（平成22年）10月1日 - 株式交換によりシチズンホールディングスの完全子会社となる。

## シチズンマシナリーミヤノ→シチズンマシナリー略歴
- 2011年（平成23年）4月1日 - 株式会社ミヤノを存続会社として、シチズンマシナリー株式会社（初代）と株式会社ミヤノの合併を実施し、シチズンマシナリーミヤノ株式会社に商号変更。本社はシチズンマシナリー（初代）本社のあった長野県北佐久郡御代田町に移転。
- 2015年（平成27年）4月1日 - シチズンマシナリー株式会社（2代）に商号変更。

## 工場
- 軽井沢本社（長野県北佐久郡御代田町）
- 所沢事業所（埼玉県所沢市）
- 北上事業所（岩手県北上市）
- 佐久事業所（長野県佐久市）

## 関連企業
- シチズンマシナリーサービス株式会社